# Concerto futurissimo
Concerto futurissimo è la seconda compilation dei Rondò Veneziano pubblicata nel 1984 dalla Baby Records e riedita dalla BMG Ariola nel 1993.
Quest'album contiene solamente composizioni tratte dagli album originali La Serenissima del 1981 e Odissea Veneziana del 1984.

## Tracce
1. Ca' d'Oro (Gian Piero Reverberi e Laura Giordano) - 6'04
2. Fantasia veneziana (Gian Piero Reverberi e Laura Giordano) - 3'37
3. Invito alla danza (Gian Piero Reverberi e Laura Giordano) - 3'12
4. Rialto (Gian Piero Reverberi e Laura Giordano) - 3'00
5. Regata dei dogi (Gian Piero Reverberi e Laura Giordano) - 2'54
6. Prime luci sulla laguna (Gian Piero Reverberi e Laura Giordano) - 3'10
7. Capriccio veneziano (Gian Piero Reverberi e Laura Giordano) - 3'46
8. Magico incontro (Gian Piero Reverberi e Laura Giordano) - 3'02
9. Mosaico (Gian Piero Reverberi e Laura Giordano) - 4'25
10. Tiziano (Gian Piero Reverberi e Laura Giordano) - 11'26

## Classifiche
| Paese    | Posizione raggiunta |
| -------- | ------------------- |
| Austria  | 5                   |
| Germania | 7                   |